# Ampedus triangulum
Ampedus triangulum là một loài bọ cánh cứng trong họ Elateridae. Loài này được Dorn miêu tả khoa học năm 1924.